# Wallenia elliptica
Wallenia elliptica är en viveväxtart som beskrevs av Ignatz Urban. Wallenia elliptica ingår i släktet Wallenia och familjen viveväxter. Inga underarter finns listade i Catalogue of Life.